# 冰血暴 (第二季)
《冰血暴》第二季（英語：Fargo Season 2）於FX自2015年10月12日播至2015年12月14日。2015年11月23日，FX宣布續訂第3季。

## 故事
本季故事背景設定於1979年的明尼蘇達州盧文、北達科他州法戈以及南達科他州蘇瀑，講述美髮師姵姬·布朗姆奎斯特（克絲汀·鄧斯特 飾）與其屠夫丈夫艾德·布朗姆奎斯特（傑西·普萊蒙 飾）掩蓋法戈犯罪家族女主人芙蘿依德·格哈特（珍·史瑪特 飾）幼子賴伊·格哈特（基倫·考克金 飾）的死亡真相並肇事逃逸。與此同時，越戰歸來的明尼蘇達州州際巡警路·沙佛森（派翠克·威爾森 飾）與其岳父羅克縣治安官漢克·拉爾森（泰德·丹森 飾）則得設法調查賴伊·格哈特犯下的3起謀殺案。

## 卡司

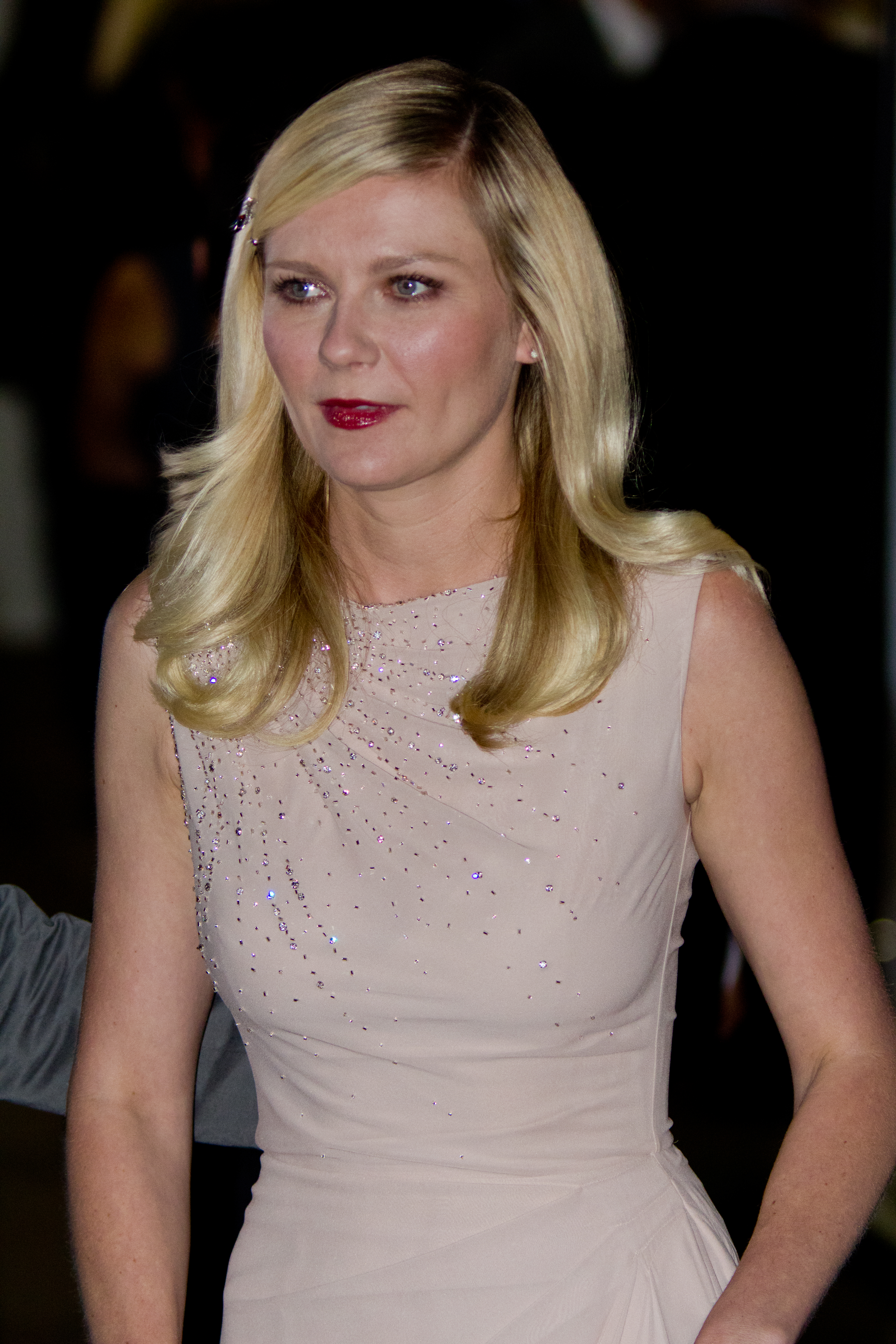
克絲汀·鄧斯特飾演姵姬·布朗姆奎斯特

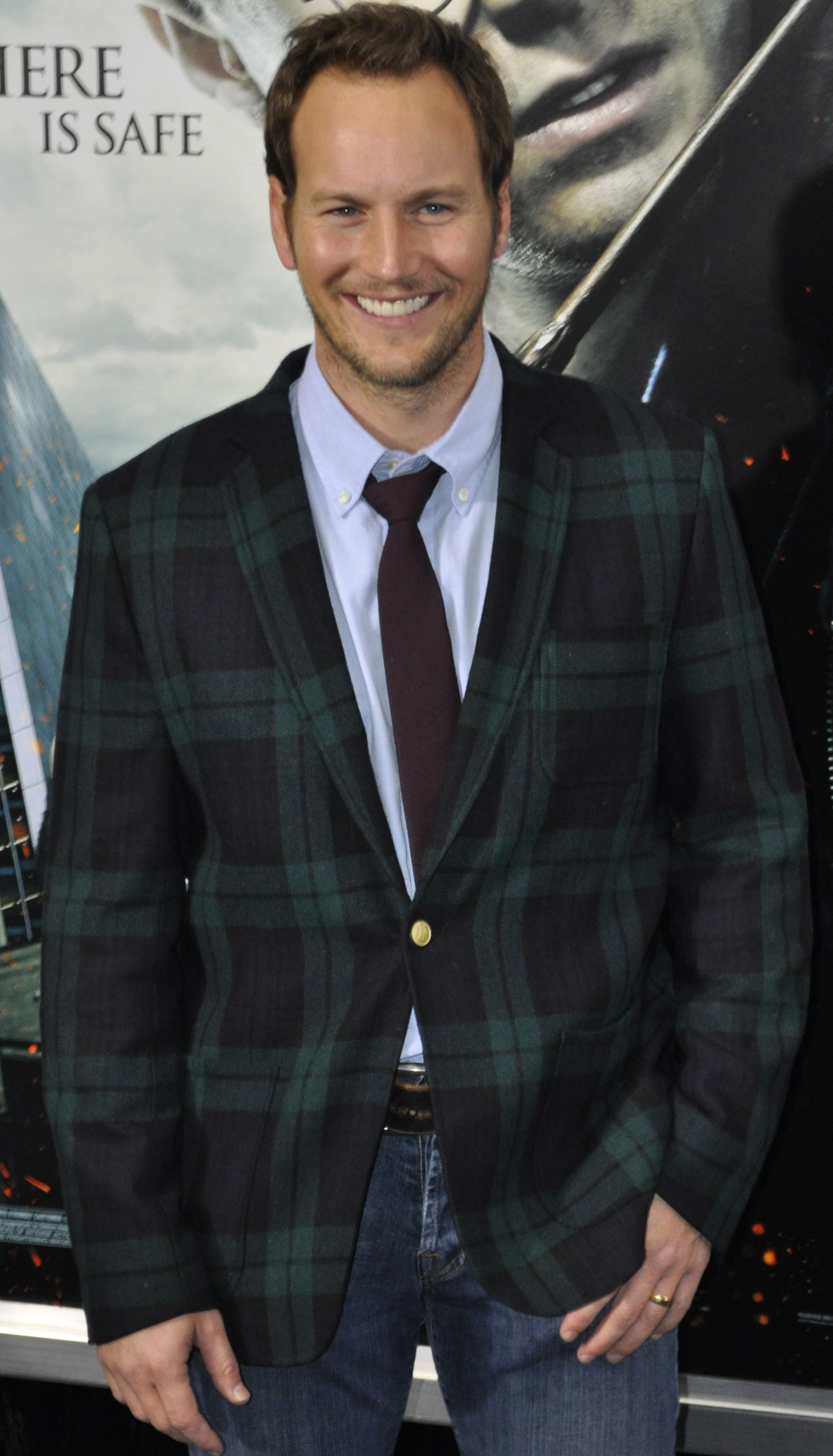
派翠克·威爾森飾演路·沙佛森

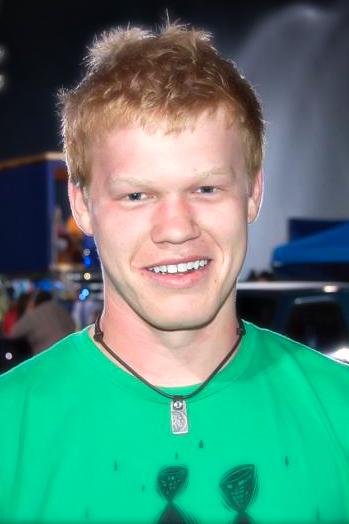
傑西·普萊蒙飾演艾德·布朗姆奎斯特

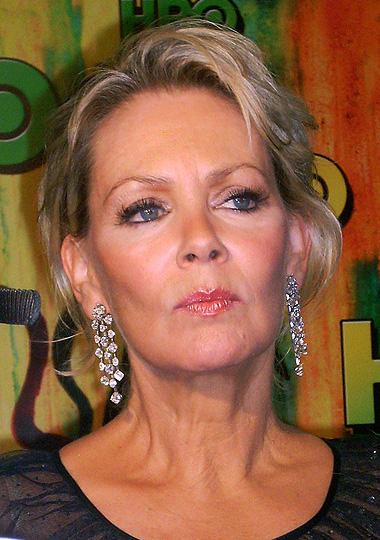
link-en|珍·史瑪特飾演芙蘿依德·格哈特

[[File:Jean Smart (2008).jpg|thumb|125px|right|{{link-en|珍·史瑪特飾演芙蘿依德·格哈特]]

### 主要人物
| 演員          | 角色              | 介紹                                                                             | 登場 集數 |
| 克絲汀·鄧斯特 | 姵姬·布朗姆奎斯特 | 小鎮美髮師，內心向往大城市生活，有意無意地計劃着離開小鎮。                       | 10        |
| 派翠克·威爾森 | 路·沙佛森         | 明尼蘇達州州際巡警，越戰老兵，第一季中警局女副官莫莉之父。                       | 10        |
| 傑西·普萊蒙   | 艾德·布朗姆奎斯特 | 小鎮巴德肉店屠夫，姵姬之夫，一心想盤下肉店定居小鎮，但也總是無條件地支持着妻子。 | 10        |
| 珍·史瑪特     | 芙蘿依德·格哈特   | 格哈特犯罪家族的女主人，40年來一直輔佐在丈夫左右，在其中風后接過家族頭把交椅。   | 9         |
| 泰德·丹森     | 漢克·拉爾森       | 明尼蘇達州羅克郡治安官，路之岳父，性格沉穩、臨危不亂。                           | 10        |

### 常設人物

#### 堪薩斯城黑手黨犯罪集團
| 演員          | 角色          | 介紹                                                        | 登場 集數 |
| 博金·伍德賓   | 麥克·米利根   | 堪薩斯城黑手黨犯罪集團基層負責人，受命於之後介紹的喬·布洛。 | 10        |
| 布拉德·曼恩   | 蓋爾·奇陳     | 堪薩斯城黑手黨犯罪集團基層打手，麥克的手下，人狠話不多。    | 10        |
| 塔德·曼恩     | 韋恩·奇陳     | 蓋爾的孿生兄弟搭檔，同爲黑手黨集團打手及麥克手下。          | 5         |
| 布萊德·嘉瑞特 | 喬·布洛       | 堪薩斯城黑手黨犯罪集團基層領導，受命收購格哈特犯罪家族。    | 6         |
| 亞當·阿金     | 哈米許·布洛克 | 堪薩斯城黑手黨犯罪集團中層管理人員。                        | 3         |

#### 格哈特家族
| 演員            | 角色        | 介紹 | 登場 集數 |
| 傑夫瑞·唐納文   | 多德·格哈特 | 格哈特家族長子，認爲自己才應當接任中風的父親。                                                                           | 10        |
| 扎恩·麥克拉農   | 亨茲·丹特   | 格哈特家族養子，美洲原住民追捕者和殺手，多德的得力助手。最後背叛家族，改頭換面自立門戶，第一季中與手下開會時被馬佛屠殺。 | 10        |
| 安格斯·桑普森   | 貝爾·格哈特 | 格哈特家族次子，支持母親接替中風的父親掌管經營家族事業。                                                                 | 9         |
| 基倫·考克金     | 賴伊·格哈特 | 格哈特家族幼子，在小鎮餐館連殺3人後，被開車路過的姵姬意外撞傷，最後在她家地下室中被其丈夫艾德刺死並毀尸滅跡。            | 6         |
| 瑞秋·凱勒       | 席夢·格哈特 | 多德之女，背着家人與堪薩斯城黑手黨的麥克·米利根來往。                                                                    | 8         |
| 艾倫·道布魯斯邱 | 查理·格哈特 | 貝爾之子，因腦性麻痺而欠缺運動協調能力，極度渴望參與格哈特家族事業證明自我。                                             | 6         |
| 麥可·賀根       | 奧托·格哈特 | 格哈特家族族長，芙蘿依德之夫。德國移民第一代，將家族小卡車生意發展爲美国上中西部大型犯罪集團，近期中風后生活不能自理。   | 6         |

#### 小鎮居民和過客
| 演員              | 角色             | 介紹                                                                                                 | 登場 集數 |
| 克莉絲汀·米利歐提 | 貝琦·沙佛森      | 路之妻、漢克之女，身患癌症，近期熱衷坊間流傳的美食療法。                                             | 9         |
| 瑞芬·史都華       | 幼年 莫莉·沙佛森 | 路與貝琦之女，意外發現賴伊遺棄的作案凶器，日後成長爲第一季中能力突出的警局副官。                     | 7         |
| 艾蜜莉·海恩       | 諾琳·凡德史萊斯  | 巴德肉店女收銀員，一名17歲的素食主義者，近來總是在櫃檯后閲讀法國作家加繆的哲學散文集《西西弗神话》。 | 8         |
| 伊莉莎白·瑪佛爾   | 康絲坦絲·海克    | 小鎮美髮店嬉皮老闆娘，時常鼓動手下員工姵姬追逐夢想。                                                 | 6         |
| 尼克·奧佛曼       | 卡爾·威德斯      | 小鎮唯一的律師，與路一同參加越戰歸來，酗酒。                                                         | 5         |
| 吉爾·奧唐奈       | 中年 班·施密特   | 杜魯斯警局成員，日後在第一季中成爲葛斯·格林利的頂頭上司。                                            | 5         |
| 丹·比爾恩         | 桑尼·格里爾      | 小鎮汽車修理工，接手買下姵姬的二手車。                                                               | 5         |
| 麥克·布拉德塞奇   | 史奇普·史普朗    | 打字機推銷員，為解決法律糾紛將賴伊發展爲生意夥伴，在他失蹤后被其家族成員綁架、審訊並活埋。           | 3         |
| 布魯斯·坎貝爾     | 羅納德·雷根      | 1980年美国总统选举候選人，前任加利福尼亞州州長。                                                     | 2         |

### 客串人物
| 演員          | 角色             | 介紹                                                   | 登場 集數 |
| 凱斯·卡拉定   | 老年 路·沙佛森   | 前任明尼蘇達州州際巡警，第一季中經營小鎮一家咖啡店。   | 1         |
| 艾莉森·托爾曼 | 成年 莫莉·沙佛森 | 路之女，第一季末期成爲明尼蘇達州伯米吉警局局長。       | 1         |
| 柯林·漢克斯   | 葛斯·格林利      | 莫莉之夫，第一季末期與莫莉成婚並離開警局成爲一名郵差。 | 1         |
| 喬伊·金       | 葛莉塔·格里姆    | 葛斯之女，第一季末期成爲莫莉繼女。                     | 1         |
| 馬丁·費里曼   | 旁白             | 第二季第9集《城堡》                                    |           |

## 集數
| 總集數 | 集數 （季） | 標題                                                      | 導演                          | 編劇                              | 首播日期       | 製作 代碼 | 美國收視 （18–49歲） | 美國收視人數 （百萬） |
| ------ | ----------- | --------------------------------------------------------- | ----------------------------- | --------------------------------- | -------------- | --------- | -------------------- | --------------------- |
| 11     | 1           | 等待荷兰仔 Waiting for Dutch                              | 邁克爾·澳彭道 藍道爾·艾因霍恩 | 諾亞·霍利                         | 2015年10月12日 | XFO02001  | 0.48                 | 1.588                 |
| 12     | 2           | 法的门前 Before the Law                                   | 諾亞·霍利                     | 諾亞·霍利                         | 2015年10月19日 | XFO02002  | 0.27                 | 0.962                 |
| 13     | 3           | 西西弗神话 The Myth of Sisyphus                           | 邁克爾·澳彭道                 | 鮑伯·迪勞倫提斯                   | 2015年10月26日 | XFO02003  | 0.32                 | 1.209                 |
| 14     | 4           | 畏惧与颤栗 Fear and Trembling                             | 邁克爾·澳彭道                 | 史帝夫·布萊克曼                   | 2015年11月2日  | XFO02004  | 0.36                 | 1.282                 |
| 15     | 5           | 麦琪的礼物 The Gift of the Magi                           | 傑佛瑞·雷納                   | 麥特·沃伯特 & 班·奈帝維           | 2015年11月9日  | XFO02005  | 0.31                 | 1.126                 |
| 16     | 6           | 犀牛 Rhinoceros                                           | 傑佛瑞·雷納                   | 諾亞·霍利                         | 2015年11月16日 | XFO02006  | 0.32                 | 1.152                 |
| 17     | 7           | 这是你干的？不，是你们！ Did You Do This? No, You Did It! | 凱斯·高登                     | 諾亞·霍利 麥特·沃伯特 & 班·奈帝維 | 2015年11月23日 | XFO02007  | 0.33                 | 1.237                 |
| 18     | 8           | 鬼鸟 Loplop                                               | 凱斯·高登                     | 鮑伯·迪勞倫提斯                   | 2015年11月30日 | XFO02008  | 0.35                 | 1.316                 |
| 19     | 9           | 城堡 The Castle                                           | 亞當·阿金                     | 諾亞·霍利 史帝夫·布萊克曼         | 2015年12月7日  | XFO02009  | 0.37                 | 1.310                 |
| 20     | 10          | 回文 Palindrome                                           | 亞當·阿金                     | 諾亞·霍利                         | 2015年12月14日 | XFO02010  | 0.49                 | 1.821                 |

## 製作
2014年7月21日，FX宣布續訂第2季10集。第2季於2015年1月19日在加拿大卡爾加里開拍，於2015年5月20日完成拍攝。
2014年7月本劇獲得續訂時，諾亞·霍利表示第二季的故事主場景將設在1979年的南達科他州蘇瀑，並將講述第一季路·沙佛森一角在1979年發生的故事。霍利表示雖然第二季是發生在電影的故事背景之前，但在劇情上依舊會有所關聯，並說道：「我喜歡將想法擴大，想像有一本用皮革裝訂、講述中西部的犯罪故事的書，而電影是第4章，第一季為第9章，第二季為第2章。你可以翻閱這本書，便能看出所有故事的關聯性…… 不過，我更喜歡用其他種方式來連接所有故事，不管是直線敘事、字面上還是主題上。這就是我們所玩的。」而霍利所說的書有出現於第二季第9集中。

### 選角
2014年12月10日，宣布克絲汀·鄧斯特將飾演一個居住在小城市卻擁有大城市夢想的美容師姵姬·布朗姆奎斯特，《絕命毒師》傑西·普萊蒙則將飾演姵姬的丈夫、一名屠夫助手埃德。
2015年1月8日，宣布派翠克·威爾森將飾演青年時期的路·沙佛森，泰德·丹森飾演明尼蘇達州羅克郡警長漢克·拉爾森，珍·史瑪特則飾演犯罪家族格哈特的女主人芙蘿依德·格哈特。1月28日，宣布《星際大爭霸》麥可·賀根將飾演犯罪家族格哈特的男主人奧托·格哈特。3月12日，宣布《追愛總動員》克莉絲汀·米利歐提將飾演路的妻子、漢克·拉爾森警長的女兒貝琦。3月24日，宣布《特務黑名單》布魯斯·坎貝爾將飾演正參選美國總統的羅納德·雷根。

## 評價
《冰血暴》第二季獲得電視評論家們的一致好評，口碑更勝第一季。於爛番茄整合的評論中，本劇獲得100%新鮮度、9.12/10分（55位評論家），評論家共識：「《冰血暴》第2季保留了讓劇集得以獲獎的所有元素，成功地以迷人的角色、無禮犬儒主義以及一丁點的荒謬，帶來另一個更精彩有力的故事。」。於Metacritic整合的評論中，本劇獲得96分的高分（滿分100分；33位評論家），屬極佳的讚譽。
評論家前十大電視節目排名
| - No. 1 廣告周刊 - No. 3 影音俱樂部 - No. 1 波士頓環球報 - No. 1 克利夫蘭誠懇家日報 - No. 7 Complex - No. 1 每日野獸 - No. 3 丹佛郵報 - No. 3 數碼間諜 - No. 6 娛樂周刊（傑夫·詹森） - No. 1 娛樂周刊（梅麗莎·梅爾茲） - No. 1 反電影學院派 - No. 3 HitFix - No. 1 好萊塢報導 - No. 9 IGN - No. 4 IndieWire - No. 9 拉斯維加斯周刊 - No. 1 林肯星報 - No. 1 紐約郵報 - No. 5 紐約時報（馬克·海爾） - No. 8 新聞日報 - No. 2 全國公共廣播電台（艾瑞克·德格根斯） - No. 2 全國公共廣播電台（大衛·比安庫利） | - No. 4 奧馬哈世界先驅報 - No. 1 俄勒岡報 - No. 1 奧蘭多哨兵報 - No. 4 Paste - No. 5 人物雜誌 - No. 1 費城每日新聞 - No. 2 匹茲堡郵報 - No. 3 IndieWire - No. 1 羅傑·埃伯特網 - No. 7 滾石雜誌 - No. 8 鹽湖城論壇報 - No. 1 舊金山紀事報 - No. 1 聖荷西信使報 - No. 3 ScreenCrush（凱文·費茲派翠克） - No. 6 ScreenCrush（布莉特·海耶斯） - No. 1 蘇城報 - No. 6 偏鋒雜誌 - No. 1 聖路易斯郵報（2015年） - No. 2 聖路易斯郵報（2016年） - No. 3 明星紀事報 - No. 4 時代雜誌 - No. 4 Time Out紐約 | - No. 2 電視指南 - No. 1 電視內幕 - No. 1 TV.com - No. 1 巴奇叔叔 - No. 1 Uproxx - No. 1 今日美國 - No. 10 Vox - No. 10 Vulture.com（麥特·佐勒·塞茨） - No. 5 華盛頓郵報 - No. 1 內幕到手 - No. 1 TheWrap（安珀·道林） - – 美國電影學會 - – 美聯社 - – 大西洋雜誌 - – 環球郵報 - – 明尼阿波利斯明星論壇報 - – 國家郵報 - – 聖安東尼奧快報 - – 綜藝雜誌（布萊恩·勞瑞） - – 綜藝雜誌（莫琳·萊恩） - – 周刊雜誌 |

## 獎項
| 年度 | 大獎                 | 獎項                                                   | 入圍者                                                                 | 結果 |
| ---- | -------------------- | ------------------------------------------------------ | ---------------------------------------------------------------------- | ---- |
| 2015 | 美國電影學會獎       | 年度電視節目獎                                         | 年度電視節目獎                                                         | 獲獎 |
| 2016 | 金球獎               | 最佳電視有限劇集及電視電影獎                           | 最佳電視有限劇集及電視電影獎                                           | 提名 |
| 2016 | 金球獎               | 最佳電視有限劇集及電視電影男演員獎                     | 派翠克·威爾森                                                          | 提名 |
| 2016 | 金球獎               | 最佳電視有限劇集及電視電影女演員獎                     | 克絲汀·鄧斯特                                                          | 提名 |
| 2016 | 評論家選擇電視獎     | 最佳電視電影或有限劇集獎                               | 最佳電視電影或有限劇集獎                                               | 獲獎 |
| 2016 | 評論家選擇電視獎     | 電視電影或有限劇集最佳男演員獎                         | 派翠克·威爾森                                                          | 提名 |
| 2016 | 評論家選擇電視獎     | 電視電影或有限劇集最佳女演員獎                         | 克絲汀·鄧斯特                                                          | 獲獎 |
| 2016 | 評論家選擇電視獎     | 電視電影或有限劇集最佳男配角獎                         | 博金·伍德賓                                                            | 提名 |
| 2016 | 評論家選擇電視獎     | 電視電影或有限劇集最佳男配角獎                         | 傑西·普萊蒙                                                            | 獲獎 |
| 2016 | 評論家選擇電視獎     | 電視電影或有限劇集最佳男配角獎                         | 尼克·奧佛曼                                                            | 提名 |
| 2016 | 評論家選擇電視獎     | 電視電影或有限劇集最佳女配角獎                         | 克梨絲汀·米梨歐提                                                      | 提名 |
| 2016 | 評論家選擇電視獎     | 電視電影或有限劇集最佳女配角獎                         | 珍·史瑪特                                                              | 獲獎 |
| 2016 | 道林獎               | 年度電視戲劇獎                                         | 年度電視戲劇獎                                                         | 獲獎 |
| 2016 | 藝術指導工會獎       | 最佳製作設計獎－電視電影及有限劇集                     | 沃倫·A·楊                                                              | 提名 |
| 2016 | 美國電影剪輯艾迪獎   | 最佳商業電視一小時影集剪輯獎                           | 史奇普·麥當勞、柯蒂斯·瑟伯（第二季第7集《这是你干的？不，是你们！》）  | 提名 |
| 2016 | 美國製片人協會獎     | 電視長片最佳製作人大衛·L·沃爾泊獎                      | 諾亞·霍利、約翰·卡麥隆、伊森·柯恩、喬爾·柯恩、沃倫·利特菲爾德、金·托德 | 獲獎 |
| 2016 | 美國編劇工會獎       | 長篇改編系列－電視類                                   | 全體編劇群                                                             | 獲獎 |
| 2016 | 金捲軸獎             | 最佳音效剪輯獎－電視短片：聲效／擬音                   | 最佳音效剪輯獎－電視短片：聲效／擬音                                   | 提名 |
| 2016 | 黑膠卷獎             | 電視電影或有限劇集類最佳男配角獎                       | 博金·伍德賓                                                            | 獲獎 |
| 2016 | 衛星獎               | 最佳劇情類影集獎                                       | 最佳劇情類影集獎                                                       | 提名 |
| 2016 | 衛星獎               | 最佳劇情類影集女演員獎                                 | 克絲汀·鄧斯特                                                          | 提名 |
| 2016 | 影音協會獎           | 最佳電視電影及迷你劇音效混合成就獎                     | 邁克爾·普萊菲爾、柯克·林斯、馬丁·李（第二季第5集《麦琪的礼物》）       | 獲獎 |
| 2016 | Cine Awards          | 最佳劇情類影集客串演出獎                               | 布魯斯·坎貝爾                                                          | 提名 |
| 2016 | 藝術指導工會獎       | 最佳電視電影或有限劇集藝術指導獎                       | 沃倫·艾倫·楊                                                           | 提名 |
| 2016 | 國際場地管理工會獎   | 年代電視影集最佳外景獎                                 | 馬特·帕爾默、勞勃·希爾頓                                               | 提名 |
| 2016 | 利奧獎               | 最佳劇情類影集選角獎                                   | 潔姬·林德（第二季第8集《鬼鸟》）                                       | 提名 |
| 2016 | 土星獎               | 最佳動作／驚悚電視影集獎                               | 最佳動作／驚悚電視影集獎                                               | 提名 |
| 2016 | 土星獎               | 電視影集最佳男配角獎                                   | 派翠克·威爾森                                                          | 提名 |
| 2016 | 電視評論家協會獎     | 年度節目獎                                             | 年度節目獎                                                             | 提名 |
| 2016 | 電視評論家協會獎     | 最佳電視電影、迷你劇與特輯成就獎                       | 最佳電視電影、迷你劇與特輯成就獎                                       | 提名 |
| 2016 | Gold Derby電視獎     | 最佳電視電影／迷你劇獎                                 | 最佳電視電影／迷你劇獎                                                 | 獲獎 |
| 2016 | Gold Derby電視獎     | 最佳電視電影／迷你劇男演員獎                           | 派翠克·威爾森                                                          | 提名 |
| 2016 | Gold Derby電視獎     | 最佳電視電影／迷你劇女演員獎                           | 克絲汀·鄧斯特                                                          | 提名 |
| 2016 | Gold Derby電視獎     | 最佳電視電影／迷你劇男配角獎                           | 傑西·普萊蒙                                                            | 提名 |
| 2016 | Gold Derby電視獎     | 最佳電視電影／迷你劇男配角獎                           | 博金·伍德賓                                                            | 提名 |
| 2016 | Gold Derby電視獎     | 最佳電視電影／迷你劇女配角獎                           | 克莉絲汀·米利歐提                                                      | 提名 |
| 2016 | Gold Derby電視獎     | 最佳電視電影／迷你劇女配角獎                           | 珍·史瑪特                                                              | 獲獎 |
| 2016 | Gold Derby電視獎     | 年度整體演出獎                                         | 年度整體演出獎                                                         | 提名 |
| 2016 | Gold Derby電視獎     | 年度表現獎                                             | 克絲汀·鄧斯特                                                          | 提名 |
| 2016 | Gold Derby電視獎     | 年度表現突出獎                                         | 博金·伍德賓                                                            | 提名 |
| 2016 | 在線電影與電視協會獎 | 最佳有限劇集獎                                         | 最佳有限劇集獎                                                         | 提名 |
| 2016 | 在線電影與電視協會獎 | 電視電影及有限劇集最佳女演員獎                         | 克絲汀·鄧斯特                                                          | 提名 |
| 2016 | 在線電影與電視協會獎 | 電視電影及有限劇集最佳男配角獎                         | 傑西·普萊蒙                                                            | 提名 |
| 2016 | 在線電影與電視協會獎 | 電視電影及有限劇集最佳女配角獎                         | 珍·史瑪特                                                              | 獲獎 |
| 2016 | 在線電影與電視協會獎 | 電視電影及有限劇集最佳整體演出獎                       | 電視電影及有限劇集最佳整體演出獎                                       | 提名 |
| 2016 | 在線電影與電視協會獎 | 電視電影及有限劇集最佳導演獎                           | 電視電影及有限劇集最佳導演獎                                           | 提名 |
| 2016 | 在線電影與電視協會獎 | 電視電影及有限劇集最佳編劇獎                           | 電視電影及有限劇集最佳編劇獎                                           | 提名 |
| 2016 | 在線電影與電視協會獎 | 影集類最佳製作設計獎                                   | 影集類最佳製作設計獎                                                   | 提名 |
| 2016 | 在線電影與電視協會獎 | 非系列影集最佳音樂獎                                   | 非系列影集最佳音樂獎                                                   | 獲獎 |
| 2016 | 在線電影與電視協會獎 | 非系列影集最佳剪輯獎                                   | 非系列影集最佳剪輯獎                                                   | 提名 |
| 2016 | 在線電影與電視協會獎 | 非系列影集最佳攝影獎                                   | 非系列影集最佳攝影獎                                                   | 獲獎 |
| 2016 | 在線電影與電視協會獎 | 非系列影集最佳製作設計獎                               | 非系列影集最佳製作設計獎                                               | 提名 |
| 2016 | 在線電影與電視協會獎 | 非系列影集最佳服裝設計獎                               | 非系列影集最佳服裝設計獎                                               | 提名 |
| 2016 | 在線電影與電視協會獎 | 非系列影集最佳化妝／髮型獎                             | 非系列影集最佳化妝／髮型獎                                             | 提名 |
| 2016 | 在線電影與電視協會獎 | 非系列影集最佳音效獎                                   | 非系列影集最佳音效獎                                                   | 提名 |
| 2016 | 在線電影與電視協會獎 | 非系列影集最佳視覺效果獎                               | 非系列影集最佳視覺效果獎                                               | 提名 |
| 2016 | 黃金時段艾美獎       | 最佳有限劇集獎                                         | 最佳有限劇集獎                                                         | 提名 |
| 2016 | 黃金時段艾美獎       | 最佳有限劇集及電視電影女演員獎                         | 克絲汀·鄧斯特                                                          | 提名 |
| 2016 | 黃金時段艾美獎       | 最佳有限劇集及電視電影男配角獎                         | 傑西·普萊蒙                                                            | 提名 |
| 2016 | 黃金時段艾美獎       | 最佳有限劇集及電視電影男配角獎                         | 博金·伍德賓                                                            | 提名 |
| 2016 | 黃金時段艾美獎       | 最佳迷你劇及電視電影女配角獎                           | 珍·史瑪特                                                              | 提名 |
| 2016 | 黃金時段艾美獎       | 最佳有限劇集、電視電影及戲劇特輯導演獎                 | 諾亞·霍利（第二季第2集《法的门前》）                                   | 提名 |
| 2016 | 黃金時段艾美獎       | 最佳有限劇集、電視電影及戲劇特輯編劇獎                 | 鮑伯·迪勞倫提斯（第二季第8集《鬼鸟》）                                 | 提名 |
| 2016 | 黃金時段艾美獎       | 最佳有限劇集、電視電影及戲劇特輯編劇獎                 | 諾亞·霍利（第二季第10集《回文》）                                      | 提名 |
| 2016 | 黃金時段艾美獎       | 最佳敘事時代節目製作設計獎（一小時以上）               | 沃倫·A·楊、伊莉莎白·威廉斯、雪莉·恩格特                                | 提名 |
| 2016 | 黃金時段艾美獎       | 最佳有限劇集、電視電影及特輯選角獎                     | 瑞秋·坦納、潔姬·林德、史蒂芬妮·高蘭                                    | 提名 |
| 2016 | 黃金時段艾美獎       | 最佳有限劇集及電視電影攝影獎                           | 達納·岡薩雷斯（第二季第1集《等待荷兰仔》）                             | 獲獎 |
| 2016 | 黃金時段艾美獎       | 最佳有限劇集及電視電影單鏡影片剪輯獎                   | 柯蒂斯·瑟伯、史奇普·麥當勞（第二季第7集《这是你干的？不，是你们！》）  | 提名 |
| 2016 | 黃金時段艾美獎       | 最佳有限劇集及電視電影單鏡影片剪輯獎                   | 史奇普·麥當勞（第二季第1集《等待荷兰仔》                               | 提名 |
| 2016 | 黃金時段艾美獎       | 最佳有限劇集及電視電影髮型設計獎                       | 最佳有限劇集及電視電影髮型設計獎                                       | 提名 |
| 2016 | 黃金時段艾美獎       | 最佳有限劇集及電視電影非義肢化妝獎（非義肢）           | 最佳有限劇集及電視電影非義肢化妝獎（非義肢）                           | 提名 |
| 2016 | 黃金時段艾美獎       | 最佳有限劇集、電視電影及特輯音樂創作獎（原創戲劇配樂） | 傑夫·魯索（第二季第8集《鬼鸟》）                                       | 提名 |
| 2016 | 黃金時段艾美獎       | 最佳有限劇集及電視電影音效剪輯獎                       | 第二季第9集《城堡》                                                    | 獲獎 |
| 2016 | 黃金時段艾美獎       | 最佳有限劇集及電視電影音效混合獎                       | 第二季第5集《麦琪的礼物》                                              | 提名 |
| 2016 | Poppy Awards         | 有限劇集／電視電影類最佳男演員獎                       | 派翠克·威爾森                                                          | 獲獎 |
| 2016 | Poppy Awards         | 有限劇集／電視電影類最佳女配角獎                       | 克莉絲汀·米利歐提                                                      | 提名 |
| 2017 | 女性形象網路獎       | 最佳電視電影／迷你劇獎                                 | 最佳電視電影／迷你劇獎                                                 | 提名 |
| 2017 | 女性形象網路獎       | 最佳電視電影／迷你劇女演員獎                           | 克絲汀·鄧斯特                                                          | 提名 |
| 2017 | 女性形象網路獎       | 最佳電視電影／迷你劇女演員獎                           | 珍·史瑪特                                                              | 獲獎 |

## 外部連結
- 官方网站（英文）
- 《冰血暴》各集列表 来自互联网电影数据库（英文）